# Brachyhesma femoralis
Brachyhesma femoralis là một loài Hymenoptera trong họ Colletidae. Loài này được Exley mô tả khoa học năm 1977.